# Hirschberg (Warstein)
Hirschberg is een plaats in de Duitse gemeente Warstein, deelstaat Noordrijn-Westfalen, en telt 1803 inwoners (2011). Tot 1974 was Hirschberg een zelfstandige gemeente.

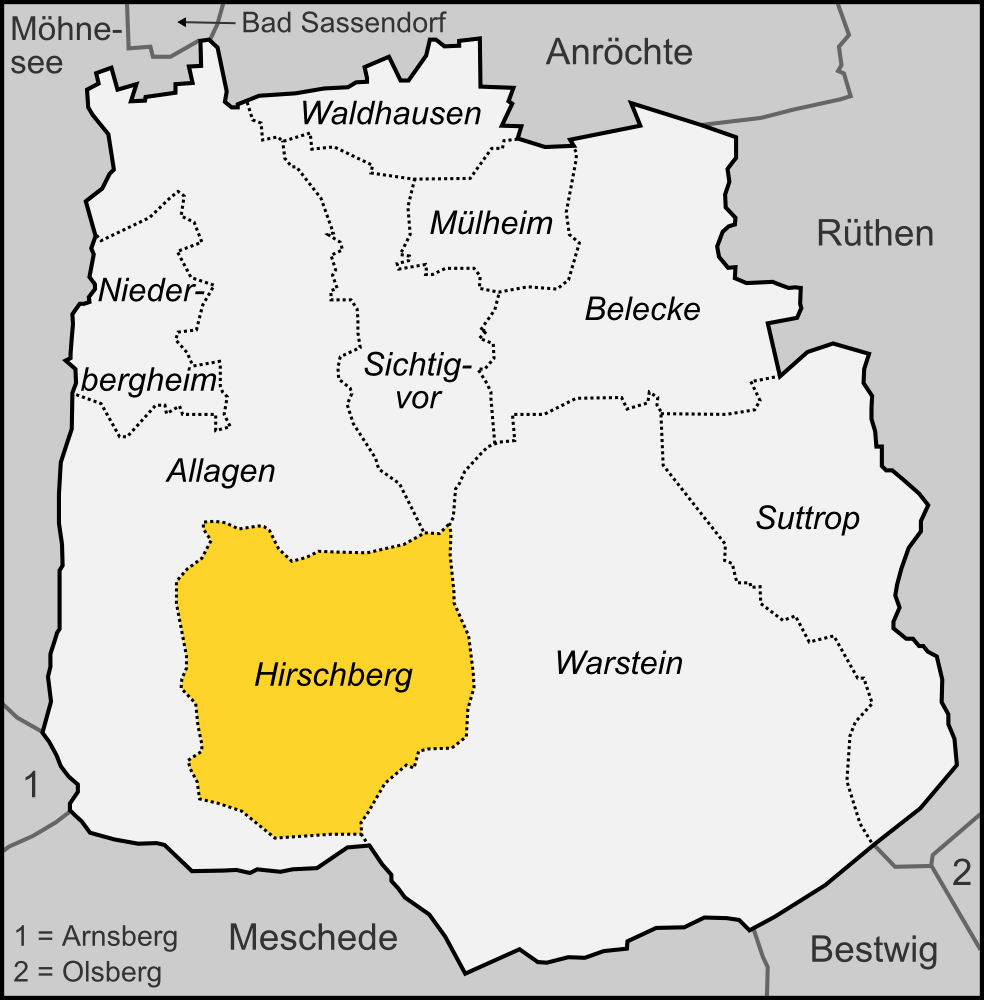
Ligging van Hirschberg in de gemeente Warstein

Het 7 km ten westen van Warstein gelegen plaatsje kreeg in de 14e eeuw stadsrechten, maar heeft zich nooit tot een echte stad ontwikkeld. Eind 16e en in de eerste helft van de 17e eeuw was Hirschberg berucht vanwege de heksenprocessen. De beruchte heksenvervolger Heinrich von Schultheiß (1586-1646) leidde vanaf 1616 de processen, waartegen de plaatselijke pastoor Michael Stappert (zie ook onder Rüthen) tevergeefs protesteerde. De enige tientallen slachtoffers zijn rond 2011 officieel gerehabiliteerd. In het bos aan de rand van het stadje is op een voormalige executieplaats een monument opgericht.
Ongeveer 3,5 km ten oosten van Hirschberg is de Bilsteinhöhle, een grot waar in de Midden-Steentijd en Jonge Steentijd mensen (o.a. van de urnenveldencultuur en klokbekercultuur) leefden. Vermoedelijk leefden er ook in de IJzertijd rond 750 v.Chr. enige tijd mensen. In de grot zijn ook fossielen van o.a. de holenleeuw en de holenbeer gevonden. Een deel van de grot is voor toeristisch bezoek aangepast en kan tegen betaling bezichtigd worden. In de voormalige jeugdherberg ernaast is een bezoekerscentrum ingericht.

## Foto's

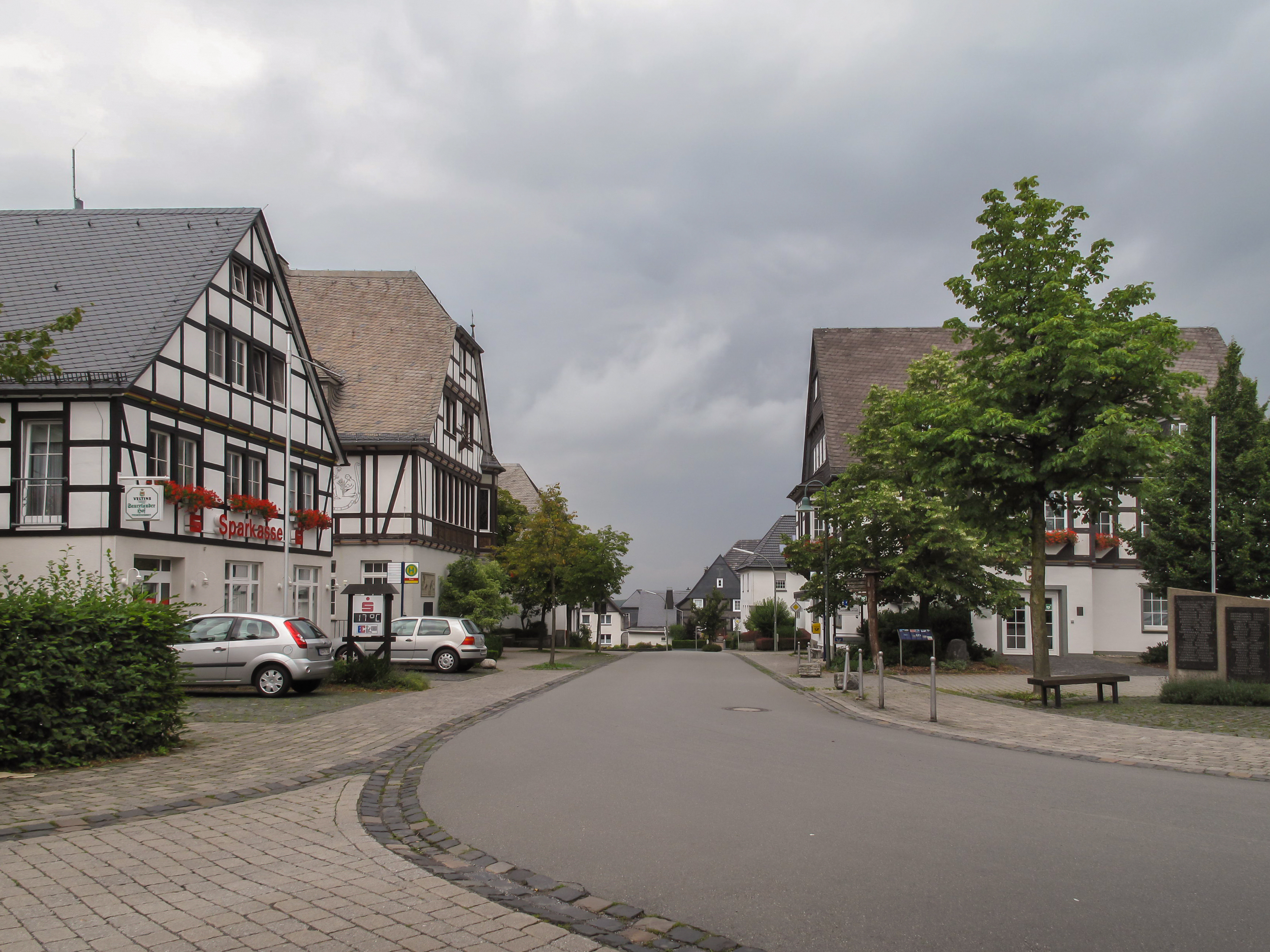
Hirschberg, straatzicht
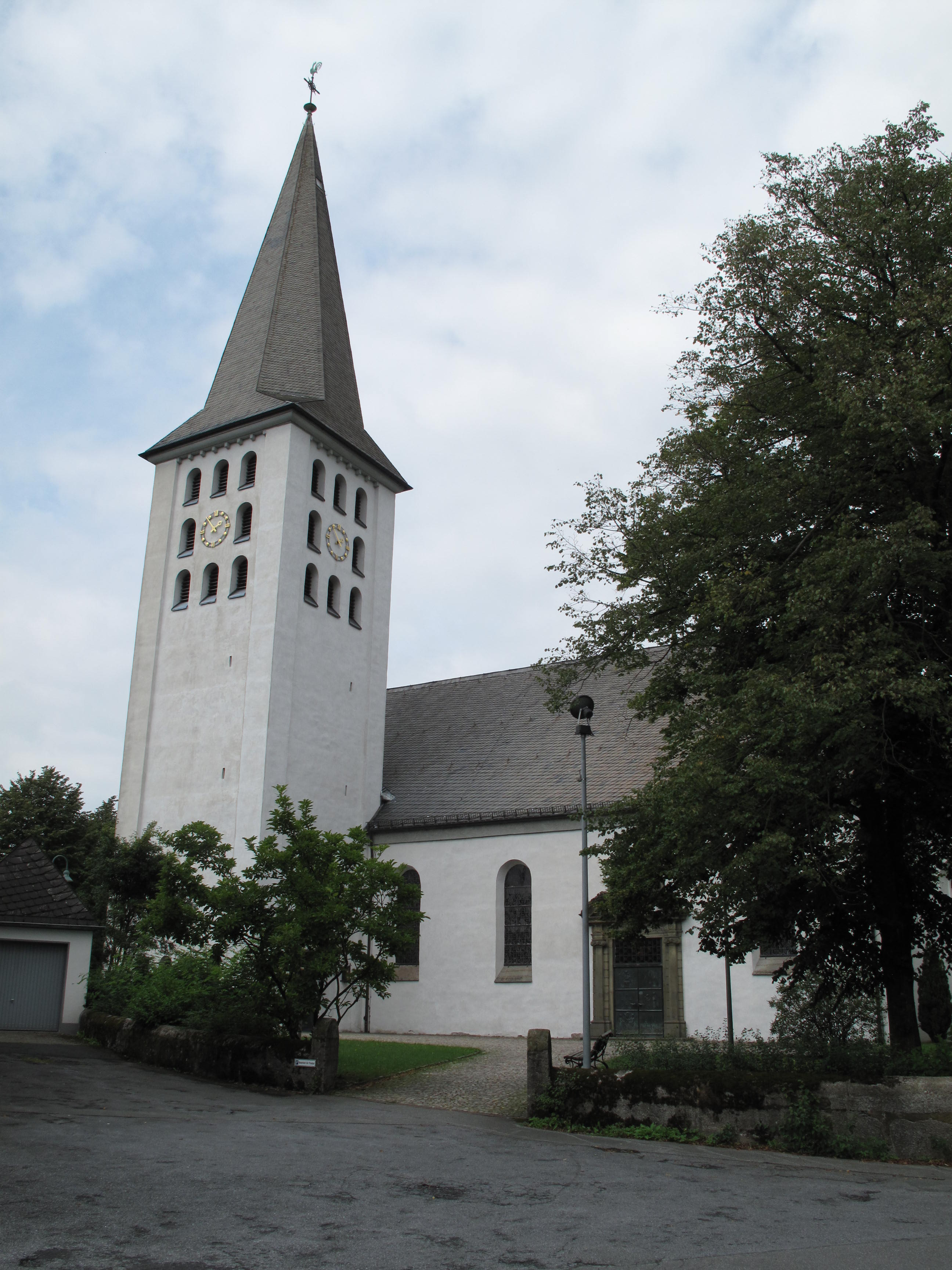
Hirschberg, Sint-Christoffelkerk
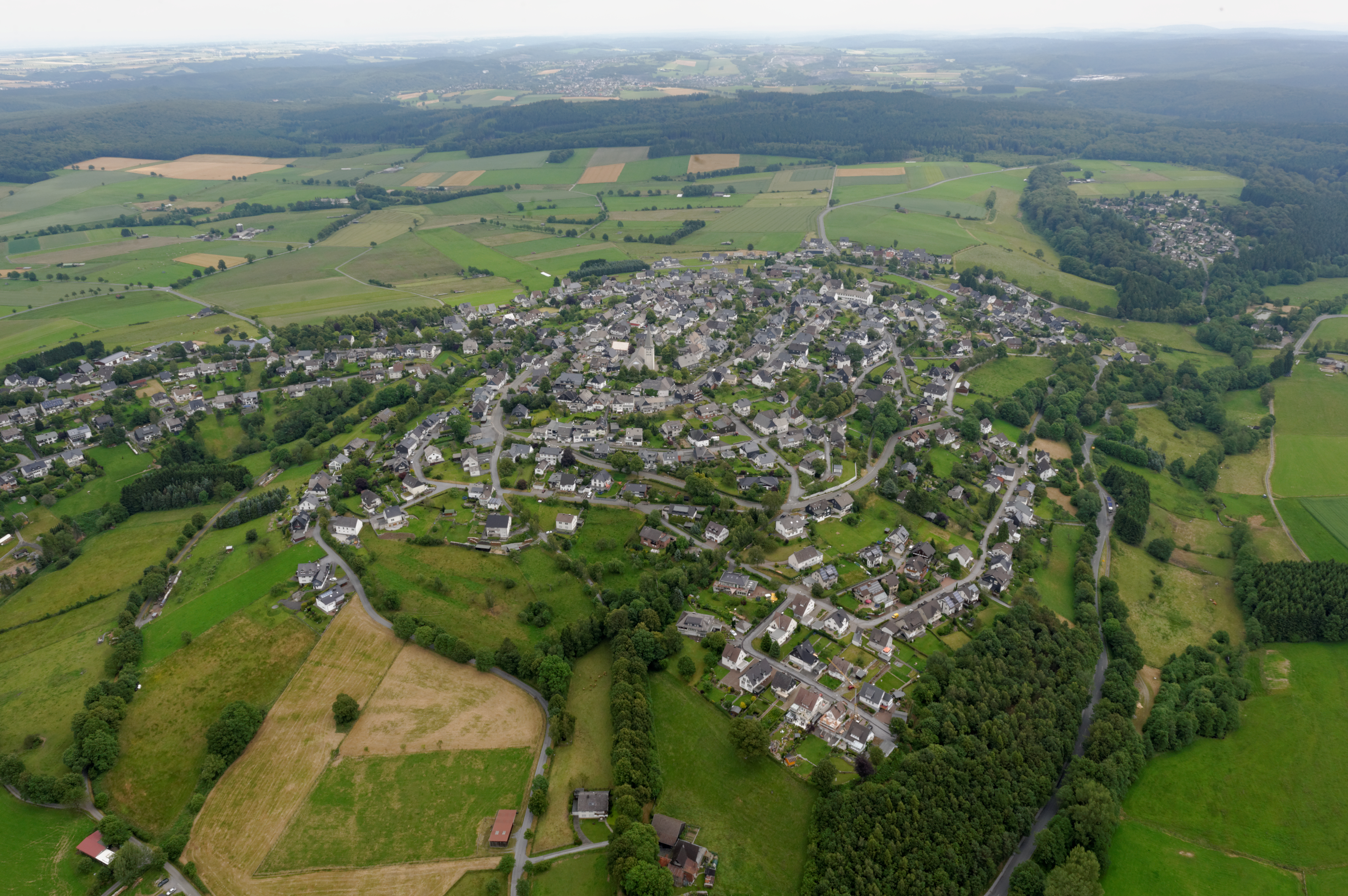
Luchtfoto,  vanuit westelijke richting
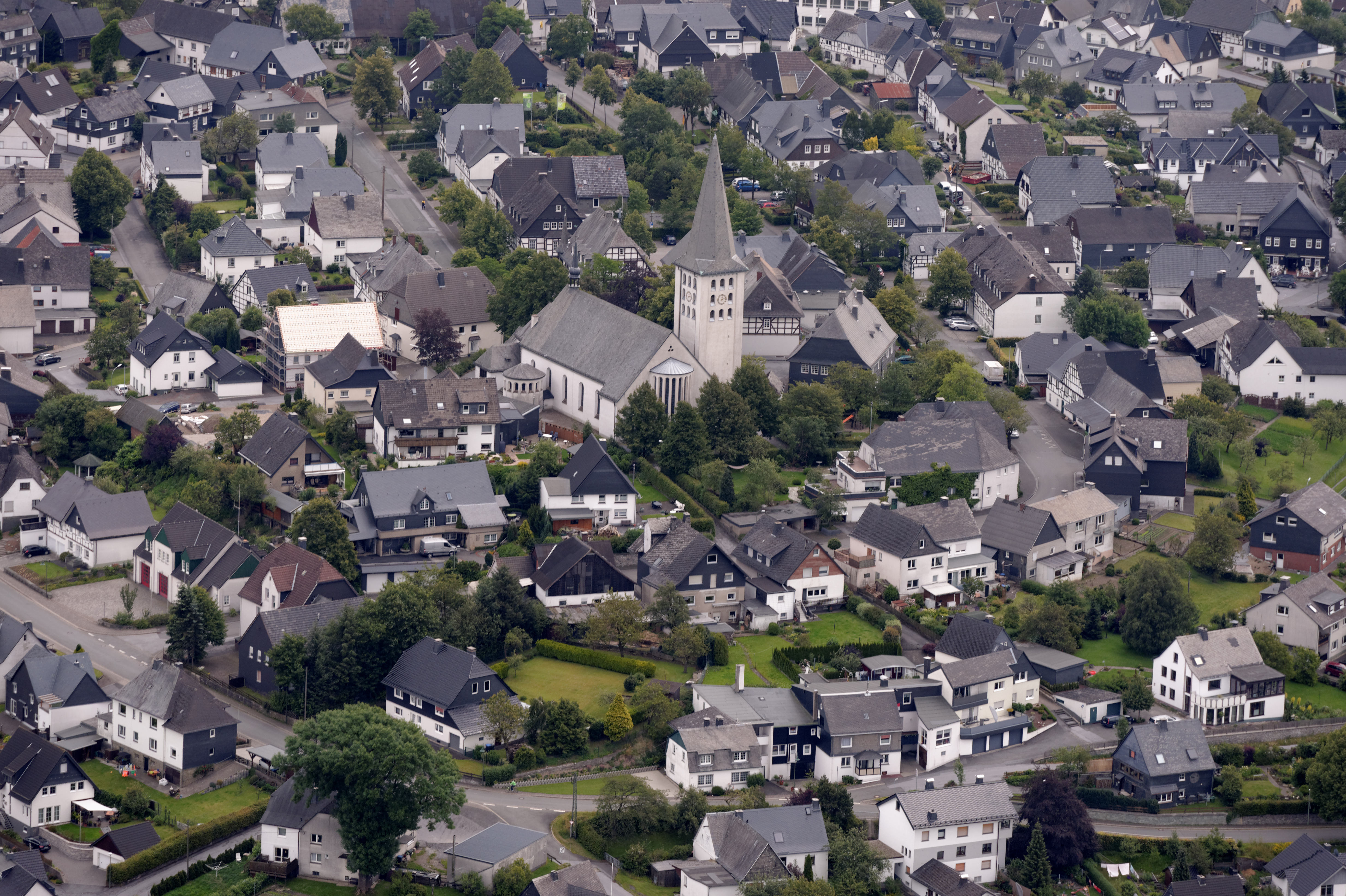
Luchtfoto  omgeving Sint-Christoffelkerk

Allagen · Belecke · Hirschberg · Mülheim · Niederbergheim · Sichtigvor · Suttrop · Waldhausen · Warstein